# Karlstor (Heidelberg)

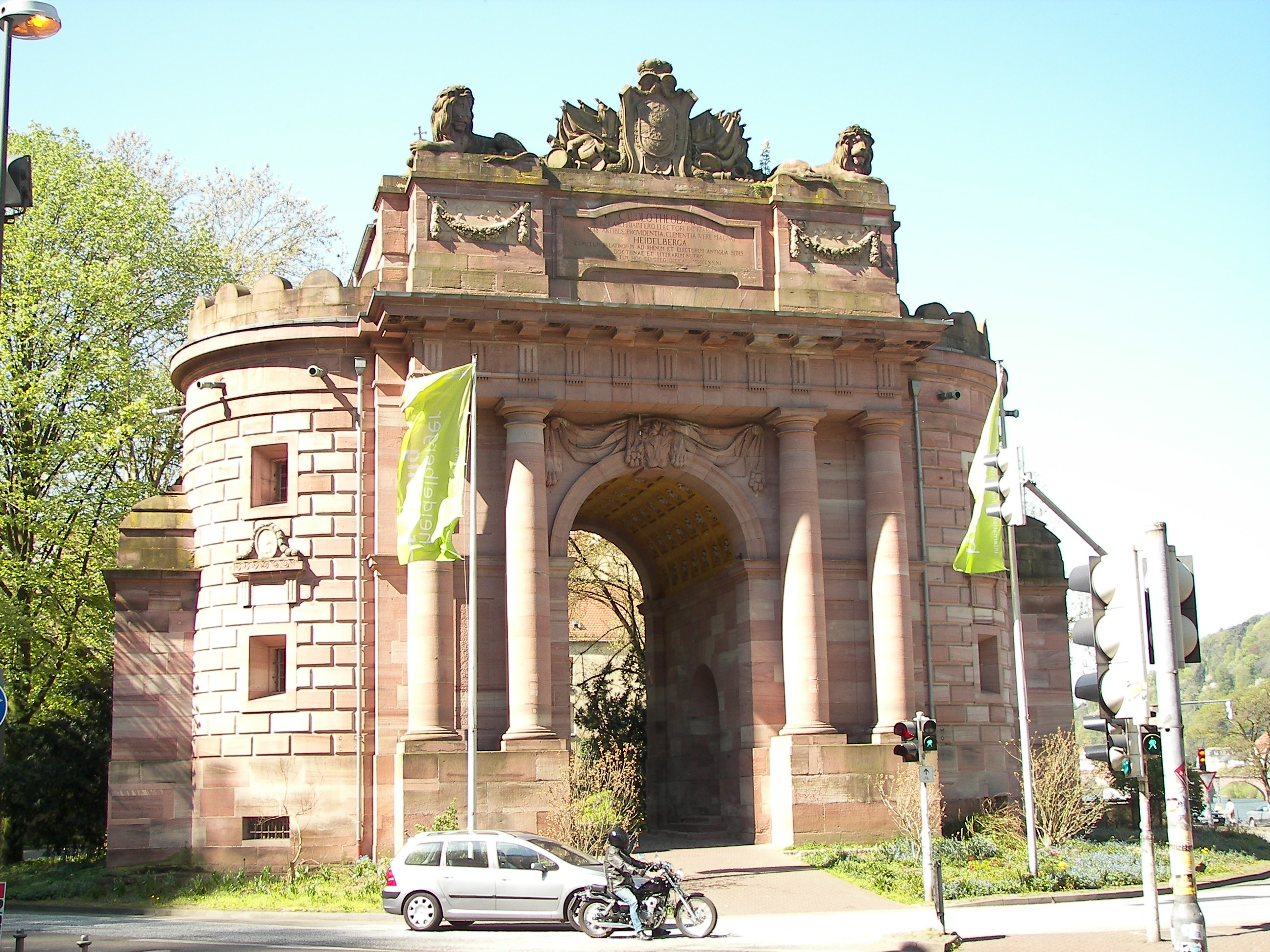
Lado leste do Karlstor

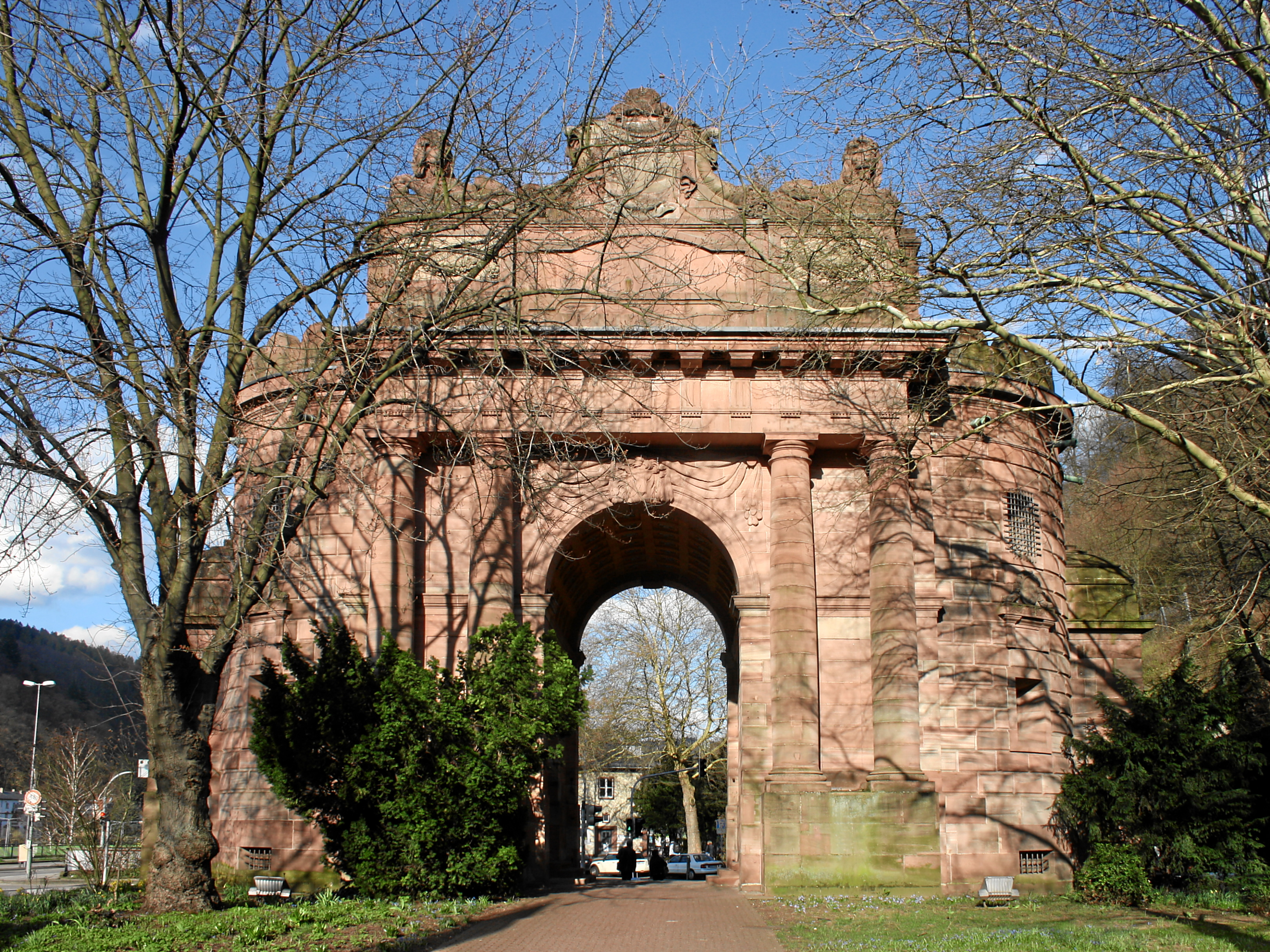
Lado oeste (voltado para a cidade) da Karlstor

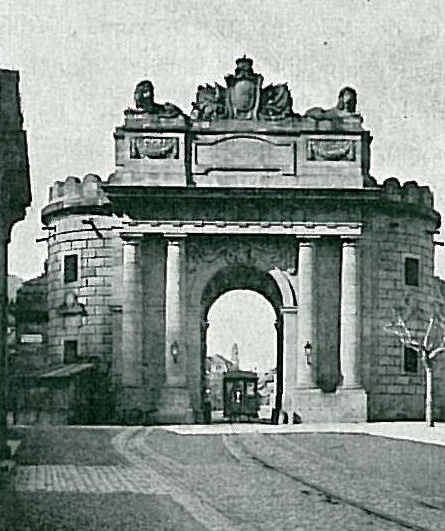
A Karlstor em 1895

A Karlstor é uma construção histórica de Heidelberg, Alemanha.

## História
A Karlstor foi construída nos anos 1775 a 1781. Substituiu a Innere Obertor (Jakobspforte), que localizava-se aproximadamente na atual casa número 231 da rua principal (Hauptstraße, ver no local placa informativa). A Karlstor foi originalmente uma oferta de agradecimento dos moradores ao príncipe-eleitor Carlos Teodoro da Baviera.

## Arquitetura
O arquiteto Nicolas de Pigage conferiu à Karlstor a forma de um arco do triunfo. A forma externa com trabalhos esculturais foi executada por Peter Simon Lamine. No lado voltado para fora da cidade, o lado leste, está o brasão de armas do príncipe-eleitor. É ladeada por dois leões. No lado oeste são retratados o príncipe-eleitor Carlos Teodoro da Baviera e sua esposa.